# Chiesa dei Santi Quirico e Giulitta (Castelnuovo Bormida)
La chiesa dei Santi Quirico e Giulitta è la parrocchiale di Castelnuovo Bormida, in provincia di Alessandria e diocesi di Acqui; fa parte della zona pastorale Acquese-Alessandrina.

## Storia
La prima citazione dell'ecclesia sancti Quirici de Castronovo risale al 1232 ed è contenuta nei Monumenta Aquensia; essa è nuovamente attestata nel 1273.
La chiesa venne ricostruita nel XVI secolo; nel 1726, però, don Francesco Cavallero portò in consiglio comunale la proposta di ingrandita poiché era insufficiente a soddisfare le esigenze dei fedeli, ma venne respinta, per poi essere approvata l'anno successivo grazie all'intervento del vicario diocesano monsignor Beccarla. Una volta eseguiti i lavori di ampliamento e di rifacimento, negli anni settanta di quel secolo fu riedificata la facciata.

## Descrizione

### Esterno
La facciata a salienti della chiesa, rivolta a ponente, è suddivisa da una cornice marcapiano in due registri, entrambi scanditi da semicolonne e lesene; quello inferiore presenta al centro il portale maggiore e una finestra e ai lati gli ingressi secondari e due finestre ovali, mentre quello superiore, affiancato da volute, è caratterizzato da un affresco con soggetto il Martirio dei Santi Quirico e Giulitta e coronato dal timpano triangolare.
Annesso alla parrocchiale è il campanile in mattoni a base quadrata, eretto nel 1751; la cella presenta su ogni lato una monofora affiancata da lesene ed è coperta dal tetto a quattro falde.

### Interno
L'interno dell'edificio si compone di tre navate, separate da pilastri; al termine dell'aula si sviluppa il presbiterio, rialzato di qualche gradino, ospitante l'altare maggiore e chiuso dall'abside quadrata.
Qui sono conservate diverse opere di pregio, tra le quali una pala raffigurante San Pio V, eseguita sul finire del XVII secolo, e la ricca decorazione intarsiata della cappella laterale di San Feliciano.